# 365
365（三百六十五、さんびゃくろくじゅうご）は自然数、また整数において、364の次で366の前の数である。

## 性質
- 365は合成数であり、約数は 1, 5, 73, 365 である。
  - 約数の和は444。
    - 約数の和が回文数になる30番目の数である。1つ前は333、次は388。(オンライン整数列大辞典の数列 A028980)
- 116番目の半素数である。1つ前は362、次は371。
- 各位の和が14になる23番目の数である。1つ前は356、次は374。
- 365 = 22 + 192 = 132 + 142
  - 異なる2つの平方数の和で表せる110番目の数である。1つ前は362、次は369。(オンライン整数列大辞典の数列 A004431)
  - 2つの平方数の和2通りで表せる19番目の数である。1つ前は340、次は370。
  - 365 = 132 + 142
    - n = 13 のときの n2 + (n + 1)2 の値とみたとき1つ前は313、次は421。(オンライン整数列大辞典の数列 A001844)
    - 14番目の中心つき四角数である。
- 365 = 102 + 112 + 122
  - 3連続平方数の和で表せる10番目の数である。1つ前は302、次は434。
  - 3連続平方和と4連続平方和 (366 = 82 + 92 + 102 + 112) が連続する2番目の数である。1つ前は29, 30、次は5045, 5046。
  - 365 = 32 + 102 + 162 = 42 + 52 + 182 = 52 + 122 + 142 = 102 + 112 + 122
    - 3つの平方数の和4通りで表せる29番目の数である。1つ前は363、次は371。(オンライン整数列大辞典の数列 A025324)
    - 異なる3つの平方数の和4通りで表せる16番目の数である。1つ前は362、次は369。(オンライン整数列大辞典の数列 A025342)
- 365 = 132 + 142 = 102 + 112 + 122
  - 2つ以上の連続整数の平方和の異なる形で表せる最小の数である。次は1405。(オンライン整数列大辞典の数列 A062681)
    - 2つ以上の条件がない場合には最小は25。(オンライン整数列大辞典の数列 A130052)

## その他 365 に関すること
- 太陽暦の 1年は365日である（閏年を除く）。12月31日が最終日、365日目に当てはまる（閏年の場合は366日目）。
- 27次魔方陣の中心の数。
- 西暦365年
- くりっく365 - 東京金融取引所が行っている外国為替証拠金取引である。
- Office 365 - マイクロソフトが提供するグループウェアのクラウドサービスである。
- 三百六十五歩のマーチ - 水前寺清子の13枚目のシングル。
- かつて、近畿日本鉄道の駅売店に使われていたブランド名。
- 365 (芸能プロダクション) - 日本の芸能プロダクション。
- 365日家族 - 関ジャニ∞のシングル曲。
- 365日 - ポルノグラフィティのシングル『俺たちのセレブレーション』収録曲。
- 365日の紙飛行機 - AKB48のシングル「唇にBe My Baby」収録曲。
- 3.6.5 - Kis-My-Ft2のアルバム「Kis-My-Journey」収録曲。
- TVアニメ『ひだまりスケッチ×365』
- 旧約聖書の創世記に登場するエノクは365歳で昇天した。